# Kalambúr
Kalambúr (z francouzského  calembour) je slovní hříčka založená na homofonii nebo polysémii, tj. grafické nebo zvukové podobě slov, jejichž význam je různý. Jde o větu nebo sousloví, které může nabývat několik různých významů. Správný význam lze obvykle určit jedině z celkového kontextu.
Jednotlivé významy mohou mít totožný zápis, případně mají alespoň stejnou nebo velmi podobnou výslovnost. Může jít například o odlišnosti v přízvuku nebo rytmu, umístění interpunkce, případně dělení slov. Změnou umístění mezer mezi znaky ve větě nebo sousloví mohou vznikat jiná slova.
Záměrně vytvořený kalambúr bývá často součástí vtipu nebo jádrem komické situace:
```
Potkají se dvě kamarádky a jedna povídá: "Jdeme nakupovat, manžel mi dal kreditku." "A PIN dal?" "Ne, nepindal."
```

Kalambúr však může vzniknout i nedopatřením, v tom případě může ztížit až znemožnit správné pochopení textu:
```
Vrah jej zabil při krájení chleba nožem.
```

V tomto případě není jasné, zda chleba krájel zavražděný nebo vrah (mohli i oba), ani zda je nůž vražednou zbraní, nebo s ním jen zavražděný krájel zmíněný chleba.
Kalambúr lze vytvořit i z výroku Ježíše na kříži, který je obvykle psán ve smyslu:
```
"Amen, pravím ti, dnes budeš se mnou v ráji."
```

Svědkové Jehovovi však používají zápis s posunutou interpunkcí, která mění smysl výroku:
```
"Amen, pravím ti dnes, budeš se mnou v ráji."
```

(přesný citát je: „Říkám ti dnes: Budeš se mnou v ráji.“)

## Ukázky
- Sup i čas - to letí.
- Kozel polyká meče.
- Ženu holí stroj.
- Čest, mír – chtěl abychom se poznali.
- Pánové, nežeňte se.
- V Praze se vyhněte Štvanici. Vyhněte se z těsta.
- Vyžeňte krávu.
- Tak na oko vy berete!
- A ten vozík táhl jak? Ano.
- Co on s tou krví? Do žil? Ne, trochu pojedu.
- Paštika zaječí, když se dojí husa.
- Viděla dva zrezivělé nápisy, šla k „oroduj za nás“.
- Koukal sem na mě sýček.
- Rytíř měl brnění na hlavě.
- Žížala skončila proměnou v kosu.
- Chtěla vstát, tak říkám: lež – má krátké nohy.
- Ve sklepě leží stará pila.
- Leč o jedné.
- Bača chytil vlka.
- Kuli kuli kuli.
- kladně o Kladně

U věty Jedli nahoře bez holí lze najít víc než půl stovky různých významů.
Kalambúrem je také název umělecké skupiny Ztohoven, některých jejích akcí (Občan K.) a členů (Anna Bolická, Tomáš Jasný, Tomáš Mrnc, Petr Žílka, Roman Týc…).